# Il sole sorge ancora
Il sole sorge ancora è un film del 1946 diretto da Aldo Vergano. Questa pellicola neorealista sulla Resistenza ha ricevuto due Nastri d'argento.

## Trama
Italia, 8 settembre 1943. I soldati abbandonati a se stessi lasciano i loro reparti e ritornano alle loro abitazioni. Cesare ritorna al suo paese in campagna fuori Milano, e quando arriva lo trova pieno di sfollati. Il giovane corteggia Laura, una sarta; ma non sa resistere a Matilde, una ricca proprietaria terriera sposata, della quale diventa l'amante. Un giorno i partigiani vengono in paese per rubare un autocarro che trasporta farina e Cesare si unisce ai vecchi compagni d'armi scappando insieme a loro sulla montagna. Nel frattempo giungono le truppe tedesche e saccheggiano il paese. Viene fucilato anche Don Camillo, il parroco del paese: in seguito a questo orrendo crimine e all'insurrezione di Milano, la popolazione del borgo contadino e gli operai della fornace si sollevano uniti contro i tedeschi. Questi spaventano con intimidazioni gli abitanti minacciando di far saltare in aria l'intero paese, ma sopraggiungono i partigiani e i tedeschi vengono sconfitti.

## Incassi
Sino al 31 dicembre 1952, l'incasso accertato nelle sale per la pellicola è stato di 94.800.000 lire dell'epoca.

## Riconoscimenti
Ai Nastri d'argento 1947 il film è stato premiato con il Premio Speciale ad Aldo Vergano ed il premio come miglior attore non protagonista a Massimo Serato. Al Festival di Venezia 1946 ha ricevuto la Segnalazione della commissione internazionale di giornalisti.